# كريستيان إريكسن
كريستيان دانيمان إريكسن (مواليد 14 فبراير 1992) هو لاعب كرة قدم دنماركي يلعب في مركز الوسط الهجومي مع مانشستر يونايتد في الدوري الإنجليزي الممتاز ومنتخب الدنمارك لكرة القدم. إريكسن قادر أيضًا على اللعب في مركز الوسط المركزي أو نصف الجناح في خطة 4–3–3.
بدأ إريكسن مسيرته المهنية في نادي أياكس الهولندي، حيث فاز بالدوري الهولندي في 2010–11 و2011–12 و2012–13، وأثبت نفسه في المقارنات مع مايكل لاودروب لدوره التقليدي صاحب الرقم 10. في عام 2014، انضم إريكسن إلى توتنهام وحصل على لقب أفضل لاعب في النادي في أول موسم له م النادي. خلال السنوات السبع التي قضاها في النادي، حصل أيضًا على لقب أفضل لاعب في النادي في موسم 2016–17 وتم إدراجه ضمن فريق العام من اتحاد لاعبي كرة القدم المحترفين لعام 2017–18. في موسم 2018–19، أصبح إريكسن ثاني لاعب فقط بعد ديفيد بيكهام يُمرر أكثر من 10 تمريرات حاسمة في أربعة مواسم متتالية من الدوري الإنجليزي الممتاز، وكان لاعباً أساسياً في الفريق الذي وصل إلى نهائي دوري أبطال أوروبا 2019. في يناير 2020، وقع مع نادي إنتر ميلان الإيطالي.
لعب إريكسن أول مباراة دولية له مع الدنمارك في مارس 2010، وكان أصغر لاعب في كأس العالم 2010. في التحضير لكأس العالم 2018، لعب إريكسن دورًا رئيسيًا خلال رحلة التصفيات لمنتخب بلاده. وصلت الدنمارك إلى دور الـ16، حيث خسرت أمام كرواتيا بعد ركلات الترجيح. حصل إريكسن على جائزة أفضل لاعب كرة قدم في الدنمارك برقم قياسي وهو خمس مرات.

## مسيرته الكروية

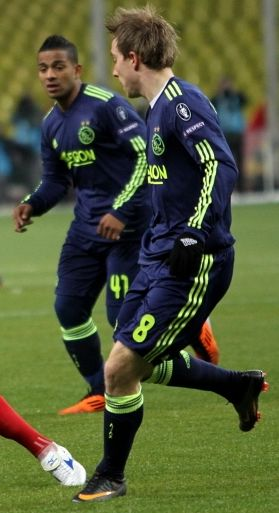
لورنزو إيبيسيليو وكريستيان إريكسن

### بدايته المبكرة
ولد إريكسن في ميدلفارت، الدنمارك. وبدأ يلعب كرة القدم في مسقط رأسه قبل يوم ميلاده الثالث. في عام 2005، انضم إلى نادي ميدلفارت بولدكلوب والذي شارك في بطولة الشباب الدنماركية. في موسمه الأول، خسر ميدلفارت في نصف النهائي ضد نادي بروندبي لكن حصل إريكسن على جائزة «أفضل لاعب فنياً» في نهاية البطولة. وفي العام التالي نادي ميدلفارت بالبطولة، حيث سجل إريكسن هدف المباراة الوحيد في المباراة النهائية. بعد أداء الجيد مع نادي ميدلفارت تحت 16 سنة ولاحقا للفريق تحت 19 سنة والفريق الدانماركى لأقل من 17 سنة، أصبح مطلوب في عدد من الأندية الكبيرة في أوروبا مثل تشيلسي وبرشلونة.

### أياكس
في 17 أكتوبر 2008، أُعلن أن إريكسن قد وقع عقدًا لمدة عامين ونصف مع أياكس أمستردام. وقدرت قيمة انتقله من ميدلفارت بمبلغ مليون يورو (847,199£). وشق طريقه من خلال فرق الشباب، ورُقّيَ إلى الفريق الأول في يناير 2010، حيث حصل على القميص رقم 51. في غضون الشهر، شارك لأول مرة مع الفريق الهولندي في الدوري الهولندي الممتاز في 17 يناير 2010 ضد ناك بريدا. قارنه مدرب أياكس مارتن يول مع المواهب التي خرجت من شباب أياكس أمثال شنايدر ورافاييل فان در فارت ووصفه بأنه قارئ جيد للعب ويجيد لعب أدوار «الرقم 10» التقليدية مثل الهولنديين الدوليين والأسطورة الدنماركية مايكل لاودروب، والذي لعب لأياكس سابقاً أيضا.
بدأ إريكسن موسم 2010–11 بشكل جيد، وسجل هدفه الأول في الدوري مع أياكس في 29 أغسطس 2010 ضد دي غرافشاب. في 11 نوفمبر، سجل هدفه الأول على ملعب أمستردام أرينا، في مباراة الفوز في كأس 3–0 على بي في فيندام. في ديسمبر، مُنح إريكسن جائزة «أفضل لاعب دنماركي شاب في العام».

### توتنهام هوتسبير
في 30 أغسطس 2013، أعلن نادي توتنهام هوتسبير أنه أكمل صفقة انتقال إريكسن من أياكس في صفقة يعتقد أنها كلفت 11 مليون£ (12.45 مليون$). وانضم إريكسن إلى النادي في نفس اليوم الذي انضم فيه إريك لاميلا، الذي انضم من روما، وفلاد كيريكيش، الذي انضم إلى ستيوا بوخارست، وصرف النادي خلال فترة الانتقالات الصيفية لعام 2013 109.5 مليون£. لعب أول مباراة له ضد نورويتش سيتي في 14 سبتمبر 2013 وصنع هدف لغيلفي سيغوردسون في مباراة الفوز 2–0. بعد المباراة، علق أندريه فيلاش–بواش المدير الفني لنادي توتنهام قائلاً: «لقد كان هذا أول ظهور رائع كريستيان، فهو رقم 10 محض، لاعب مبدع وموهبته الفردية صنعت الفرق».

### إنتر ميلان
في 28 يناير 2020، مع انتهاء عقده مع توتنهام في غضون ستة أشهر، وقع إريكسن عقدًا مدته أربع سنوات ونصف مع ناديإنتر ميلان الإيطالي، والذي سيجني له 10 ملايين يورو في الموسم الواحد. شارك لأول مرة مع النادي في اليوم التالي، حيث دخل كبديل في الشوط الثاني عن أليكسيس سانشيز في الفوز 2–1 على أرضه أمام فيورنتينا في ربع نهائي كأس إيطاليا. في 20 فبراير 2020، سجل إريكسن هدفه الأول مع النادي، مسجلاً الهدف الأول في الفوز 2–0 خارج أرضه أمام لودوغورتس رازغراد في الدوري الأوروبي. سجل هدفه الأول في الدوري الإيطالي في 1 يوليو، في الفوز 6–0 على بريشيا. في 21 أغسطس، لعب إريكسن في خسارة إنتر 2–3 أمام إشبيلية في نهائي الدوري الأوروبي 2020، ليصبح أول لاعب يخسر نهائيين متتاليين في بطولتين رئيسيتين حاليتين في الاتحاد الأوروبي لكرة القدم. كان قد خسر نهائي دوري أبطال أوروبا 2019 مع توتنهام في العام السابق.
في ديسمبر 2020، أكد جوزيبي ماروتا إضافة إريكسن إلى قائمة الانتقالات لعام 2021؛ ومع ذلك، فقد ألمح زميله روميلو لوكاكو سابقًا إلى أن معاناة إريكسن في النادي الإيطالي كانت بسبب حاجز اللغة.
في 26 يناير 2021، في الدقائق الأخيرة من مباراة ربع النهائي في كأس إيطاليا ضد غريمه ميلان، دخل إريكسن وكانت النتيجة 1–1. في الدقيقة السابعة من الوقت المحتسب بدل الضائع ومع اقتراب المباراة من الأشواط الإضافية، سجل إريكسن هدفه الأول هذا الموسم من ركلة حرة مباشرة ليفوز بمباراة الإنتر ويرسلهم إلى الدور نصف النهائي. بعد المباراة، قال أنطونيو كونتي مدرب إنتر إن إريكسن سيبقى مع النادي، على الرغم من ارتباطه بالرحيل في الشتاء.

## مسيرته الدولية

### المنتخب الأول

#### بطولة أمم أوروبا 2020 والسكتة القلبية
تم ضم إريكسن إلى تشكيلة الدنمارك المشاركة في بطولة أمم أوروبا 2020 في 25 مايو 2021. في 12 يونيو 2021، أثناء اللعب في المباراة الافتتاحية للدنمارك في مرحلة المجموعات من بطولة أمم أوروبا 2020 ضد فنلندا على ملعب باركن في كوبنهاغن، سقط إريكسن في الدقيقة 42 حيث كان على وشك تلقي رمية تماس من زميلة. وصلت المساعدة الطبية العاجلة على الفور وأجرت الإنعاش القلبي الرئوي في الملعب قبل إخراج إريكسن من الملعب على نقالة وإيقاف المباراة. بعد حوالي ساعة من الحادث، أكد مسؤولو الاتحاد الأوروبي لكرة القدم والاتحاد الدنماركي لكرة القدم من ريجشوسبيتالت [الإنجليزية] أن حالة إريكسن قد استقرت واستيقظ. استُأنفت المباراة من جديد في وقت لاحق من ذلك المساء، وانتهت بفوز فنلندا 1–0. وأعرب كاسبر هيولماند مدرب الدنمارك ومورتن بوسين طبيب الفريق في وقت لاحق عن أسفهما لاستمرار المباراة، على الرغم من أن زميل إريكسن مارتين برايثوايت قال إن قرار استئناف المباراة كان «الأقل سوءًا». كما تعرض قرار مواصلة المباراة لانتقادات من قبل بيتر شمايكل، والد حارس الدنمارك كاسبر، الذي ادعى أيضًا أن الاتحاد الأوروبي لكرة القدم قد هدد الفريق بالخسارة 3–0 إذا رفضوا إكمال المباراة، مما يترك اللاعبين «بلا خيار» سوى الاستمرار.
في اليوم التالي، أكد بوزين أن إريكسن أصيب بنوبة قلبية. وأجرى الحادث نفسه مقارنات مع فابريس موامبا وعبد الحق نوري، وهما لاعبان كرة قدم محترفان انهارا أيضًا أثناء اللعب في ظروف مماثلة واضطروا إلى الاعتزال، حيث يعاني الأخير من تلف دائم في الدماغ. في 15 يونيو، نشر إريكسن صورة لنفسه في المستشفى على وسائل التواصل الاجتماعي الخاصة به مع بيان موجز، قال فيه إنه «بخير في ظل الظروف». في اليوم التالي، أُعلن أنه سيتم تزويده بجهاز مقوم نظم القلب مزيل الرجفان القابل للزرع، وهو قرار وصفه بوزين بأنه «ضروري بسبب اضطرابات ضربات القلب» بعد توقف القلب. في 18 يونيو، أعلن الاتحاد الدنماركي أن إريكسن قد خضع لعملية جراحية ناجحة وخرج من الريجشوسبيتالت. بعد خروجه، قيل أيضًا إنه زار زملائه الدنماركيين في هيليسينكور قبل أن يعود إلى منزله لعائلته.

## حياته الشخصية
يعيش إريكسن مع زوجته سابرينا كفيست جنسن. لديهم طفلان: ألفريد، وطفل آخر. شقيقته الصغرى لويز إريكسن [الإنجليزية] تلعب أيضًا كرة القدم وهي قائدة فريق كولدينج كيو في الدوري الهولندي للسيدات.

## الإحصائيات

### النادي
آخر تحديث 23 مايو 2021.
| النادي          | الموسم   | الدوري                   | الدوري | الدوري  | الكأس الوطني | الكأس الوطني | كأس الدوري | كأس الدوري | أوروبا | أوروبا  | أخرى   | أخرى    | المجموع | المجموع |
| النادي          | الموسم   | الدرجة                   | الظهور | الأهداف | الظهور       | الأهداف      | الظهور     | الأهداف    | الظهور | الأهداف | الظهور | الأهداف | الظهور  | الأهداف |
| --------------- | -------- | ------------------------ | ------ | ------- | ------------ | ------------ | ---------- | ---------- | ------ | ------- | ------ | ------- | ------- | ------- |
| أياكس           | 2009–10  | الدوري الهولندي الممتاز  | 15     | 0       | 4            | 1            | —          | —          | 2      | 0       | —      | —       | 21      | 1       |
| أياكس           | 2010–11  | الدوري الهولندي الممتاز  | 28     | 6       | 6            | 1            | —          | —          | 12     | 1       | 1      | 0       | 47      | 8       |
| أياكس           | 2011–12  | الدوري الهولندي الممتاز  | 33     | 7       | 2            | 0            | —          | —          | 8      | 1       | 1      | 0       | 44      | 8       |
| أياكس           | 2012–13  | الدوري الهولندي الممتاز  | 33     | 10      | 4            | 2            | —          | —          | 8      | 1       | —      | —       | 45      | 13      |
| أياكس           | 2013–14  | الدوري الهولندي الممتاز  | 4      | 2       | —            | —            | —          | —          | —      | —       | 1      | 0       | 5       | 2       |
| أياكس           | المجموع  | المجموع                  | 113    | 25      | 16           | 4            | —          | —          | 30     | 3       | 3      | 0       | 162     | 32      |
| توتنهام هوتسبير | 2013–14  | الدوري الإنجليزي الممتاز | 25     | 7       | 1            | 0            | 1          | 0          | 9      | 3       | —      | —       | 36      | 10      |
| توتنهام هوتسبير | 2014–15  | الدوري الإنجليزي الممتاز | 38     | 10      | 2            | 0            | 4          | 2          | 4      | 0       | —      | —       | 48      | 12      |
| توتنهام هوتسبير | 2015–16  | الدوري الإنجليزي الممتاز | 35     | 6       | 4            | 1            | 1          | 0          | 7      | 1       | —      | —       | 47      | 8       |
| توتنهام هوتسبير | 2016–17  | الدوري الإنجليزي الممتاز | 36     | 8       | 3            | 1            | 1          | 2          | 8      | 1       | —      | —       | 48      | 12      |
| توتنهام هوتسبير | 2017–18  | الدوري الإنجليزي الممتاز | 37     | 10      | 3            | 2            | 1          | 0          | 6      | 2       | —      | —       | 47      | 14      |
| توتنهام هوتسبير | 2018–19  | الدوري الإنجليزي الممتاز | 35     | 8       | 0            | 0            | 4          | 0          | 12     | 2       | —      | —       | 51      | 10      |
| توتنهام هوتسبير | 2019–20  | الدوري الإنجليزي الممتاز | 20     | 2       | 2            | 0            | 1          | 0          | 5      | 1       | —      | —       | 28      | 3       |
| توتنهام هوتسبير | المجموع  | المجموع                  | 226    | 51      | 15           | 4            | 13         | 4          | 51     | 10      | —      | —       | 305     | 69      |
| إنتر ميلان      | 2019–20  | الدوري الإيطالي          | 17     | 1       | 3            | 1            | —          | —          | 6      | 2       | —      | —       | 26      | 4       |
| إنتر ميلان      | 2020–21  | الدوري الإيطالي          | 26     | 3       | 4            | 1            | —          | —          | 4      | 0       | —      | —       | 34      | 4       |
| إنتر ميلان      | المجموع  | المجموع                  | 43     | 4       | 7            | 2            | —          | —          | 10     | 2       | —      | —       | 60      | 8       |
| الإجمالي        | الإجمالي | الإجمالي                 | 382    | 80      | 38           | 10           | 13         | 4          | 91     | 15      | 3      | 0       | 527     | 109     |

1. ↑  المباريات في كأس هولندا وكأس الاتحاد الإنجليزي، وكأس إيطاليا
2. ↑  المباريات في كأس رابطة الأندية الإنجليزية المحترفة
3. 1 2 3 4 5  المباريات في الدوري الأوروبي
4. ↑  ثماني مباريات في دوري أبطال أوروبا، وأربع مباريات وهدف واحد في الدوري الأوروبي
5. 1 2 3  المباريات في كأس السوبر الهولندي
6. 1 2  ست مباريات وهدف واحد في دوري أبطال أوروبا، ومباراتين في الدوري الأوروبي
7. ↑  ست مباريات في دوري أبطال أوروبا، ومباراتين وهدف واحد في الدوري الأوروبي
8. 1 2 3 4  المباريات في دوري أبطال أوروبا

### المنتخب
آخر تحديث 12 يونيو 2021.
| المنتخب الوطني | العام   | الظهور | الأهداف |
| -------------- | ------- | ------ | ------- |
| الدنمارك       | 2010    | 10     | 0       |
| الدنمارك       | 2011    | 10     | 2       |
| الدنمارك       | 2012    | 11     | 0       |
| الدنمارك       | 2013    | 11     | 2       |
| الدنمارك       | 2014    | 7      | 1       |
| الدنمارك       | 2015    | 8      | 1       |
| الدنمارك       | 2016    | 9      | 6       |
| الدنمارك       | 2017    | 9      | 9       |
| الدنمارك       | 2018    | 10     | 4       |
| الدنمارك       | 2019    | 10     | 6       |
| الدنمارك       | 2020    | 8      | 5       |
| الدنمارك       | 2021    | 6      | 0       |
| المجموع        | المجموع | 109    | 36      |

### الأهداف الدولة
اعتبارًا من 15 نوفمبر 2020.
قائمة الأهداف والنتائج مع منتخب الدنمارك الأول.
| #  | التاريخ        | المكان                                          | م.  | الخصم           | الهدف | النتيجة | المسابقة                       |
| -- | -------------- | ----------------------------------------------- | --- | --------------- | ----- | ------- | ------------------------------ |
| 1  | 4 يونيو 2011   | لاوغاردالسفولور، ريكيافيك، آيسلندا              | 14  | آيسلندا         | 2–0   | 2–0     | تصفيات بطولة أمم أوروبا 2012   |
| 2  | 10 أغسطس 2011  | هامبدن بارك، غلاسكو، اسكتلندا                   | 15  | إسكتلندا        | 1–1   | 1–2     | ودية                           |
| 3  | 5 يونيو 2013   | ملعب آلبورغ، آلبورغ، الدنمارك                   | 35  | جورجيا          | 2–1   | 2–1     | ودية                           |
| 4  | 14 أغسطس 2013  | ، غدانسك، بولندا                                | 37  | بولندا          | 1–1   | 2–3     | ودية                           |
| 5  | 22 مايو 2014   | ملعب ناجيردي، دبرتسن، المجر                     | 43  | المجر           | 1–1   | 2–2     | ودية                           |
| 6  | 8 يونيو 2015   | ملعب فيبورغ، فيبورغ، الدنمارك                   | 52  | الجبل الأسود    | 1–1   | 2–1     | ودية                           |
| 7  | 7 يونيو 2016   | ملعب مدينة سويتا، سويتا، اليابان                | 61  | بلغاريا         | 2–0   | 4–0     | كأس كيرين 2016                 |
| 8  | 7 يونيو 2016   | ملعب مدينة سويتا، سويتا، اليابان                | 61  | بلغاريا         | 3–0   | 4–0     | كأس كيرين 2016                 |
| 9  | 7 يونيو 2016   | ملعب مدينة سويتا، سويتا، اليابان                | 61  | بلغاريا         | 4–0   | 4–0     | كأس كيرين 2016                 |
| 10 | 4 سبتمبر 2016  | ملعب باركن، كوبنهاغن، الدنمارك                  | 63  | أرمينيا         | 1–0   | 1–0     | تصفيات كأس العالم 2018         |
| 11 | 11 نوفمبر 2016 | ملعب باركن، كوبنهاغن، الدنمارك                  | 66  | كازاخستان       | 2–1   | 4–1     | تصفيات كأس العالم 2018         |
| 12 | 11 نوفمبر 2016 | ملعب باركن، كوبنهاغن، الدنمارك                  | 66  | كازاخستان       | 4–1   | 4–1     | تصفيات كأس العالم 2018         |
| 13 | 6 يونيو 2017   | ملعب بروندبي، بروندبي، الدنمارك                 | 68  | ألمانيا         | 1–0   | 1–1     | ودية                           |
| 14 | 10 يونيو 2017  | ملعب ألماتي المركزي، ألماتي، كازاخستان          | 69  | كازاخستان       | 2–0   | 3–1     | تصفيات كأس العالم 2018         |
| 15 | 1 سبتمبر 2017  | ملعب باركن، كوبنهاغن، الدنمارك                  | 70  | بولندا          | 4–0   | 4–0     | تصفيات كأس العالم 2018         |
| 16 | 4 سبتمبر 2017  | ملعب فازكين سركيسيان الجمهوري، يريفان، أرمينيا  | 71  | أرمينيا         | 2–1   | 4–1     | تصفيات كأس العالم 2018         |
| 17 | 5 أكتوبر 2017  | ملعب مدينة بودغوريتسا، بودغوريتسا، الجبل الأسود | 72  | الجبل الأسود    | 1–0   | 1–0     | تصفيات كأس العالم 2018         |
| 18 | 8 أكتوبر 2017  | ملعب باركن، كوبنهاغن، الدنمارك                  | 73  | رومانيا         | 1–0   | 1–1     | تصفيات كأس العالم 2018         |
| 19 | 14 نوفمبر 2017 | ملعب أفيفا، دبلن، جمهورية أيرلندا               | 75  | جمهورية أيرلندا | 2–1   | 5–1     | تصفيات كأس العالم 2018         |
| 20 | 14 نوفمبر 2017 | ملعب أفيفا، دبلن، جمهورية أيرلندا               | 75  | جمهورية أيرلندا | 3–1   | 5–1     | تصفيات كأس العالم 2018         |
| 21 | 14 نوفمبر 2017 | ملعب أفيفا، دبلن، جمهورية أيرلندا               | 75  | جمهورية أيرلندا | 4–1   | 5–1     | تصفيات كأس العالم 2018         |
| 22 | 9 يونيو 2018   | ملعب برنديبستر، برنديبستر، الدنمارك             | 78  | المكسيك         | 2–0   | 2–0     | ودية                           |
| 23 | 21 يونيو 2018  | كوسموس أرينا، سامارا، روسيا                     | 80  | أستراليا        | 1–0   | 1–1     | كأس العالم 2018                |
| 24 | 9 سبتمبر 2018  | ملعب آرهوس الرياضي، آرهوس، الدنمارك             | 83  | ويلز            | 1–0   | 2–0     | دوري الأمم الأوروبية 2018–19 ب |
| 25 | 9 سبتمبر 2018  | ملعب آرهوس الرياضي، آرهوس، الدنمارك             | 83  | ويلز            | 2–0   | 2–0     | دوري الأمم الأوروبية 2018–19 ب |
| 26 | 21 مارس 2019   | ملعب فاضل فوكري، بريشتينا، كوسوفو               | 86  | كوسوفو          | 1–1   | 2–2     | ودية                           |
| 27 | 1 يونيو 2019   | ملعب باركن، كوبنهاغن، الدنمارك                  | 89  | جورجيا          | 2–1   | 5–1     | تصفيات بطولة أمم أوروبا 2020   |
| 28 | 5 سبتمبر 2019  | ملعب فيكتوريا، جبل طارق                         | 90  | جبل طارق        | 2–0   | 6–0     | تصفيات بطولة أمم أوروبا 2020   |
| 29 | 5 سبتمبر 2019  | ملعب فيكتوريا، جبل طارق                         | 90  | جبل طارق        | 3–0   | 6–0     | تصفيات بطولة أمم أوروبا 2020   |
| 30 | 15 نوفمبر 2019 | ملعب باركن، كوبنهاغن، الدنمارك                  | 94  | جبل طارق        | 5–0   | 6–0     | تصفيات بطولة أمم أوروبا 2020   |
| 31 | 15 نوفمبر 2019 | ملعب باركن، كوبنهاغن، الدنمارك                  | 94  | جبل طارق        | 6–0   | 6–0     | تصفيات بطولة أمم أوروبا 2020   |
| 32 | 7 أكتوبر 2020  | إم سي هو أرينا، هرنينغ، الدنمارك                | 98  | جزر فارو        | 2–0   | 4–0     | ودية                           |
| 33 | 11 أكتوبر 2020 | لاوغاردالسفولور، ريكيافيك، آيسلندا              | 99  | آيسلندا         | 2–0   | 3–0     | دوري الأمم الأوروبية           |
| 34 | 14 أكتوبر 2020 | ملعب ويمبلي، لندن، إنجلترا                      | 100 | إنجلترا         | 1–0   | 1–0     | دوري الأمم الأوروبية           |
| 35 | 15 نوفمبر 2020 | ملعب باركن، كوبنهاغن، الدنمارك                  | 102 | آيسلندا         | 1–0   | 2–1     | دوري الأمم الأوروبية           |
| 36 | 15 نوفمبر 2020 | ملعب باركن، كوبنهاغن، الدنمارك                  | 102 | آيسلندا         | 2–1   | 2–1     | دوري الأمم الأوروبية           |

## الإنجازات
أياكس
- الدوري الهولندي الممتاز: 2010–11، 2011–12، 2012–13، 2013–14[63]
- كأس هولندا: 2009–10[64]
- كأس السوبر الهولندي: 2013[65]

توتنهام هوتسبير
- كأس رابطة الأندية الإنجليزية المحترفة الوصيف: 2014–15[66]
- دوري أبطال أوروبا الوصيف: 2018–19[67]

إنتر ميلان
- الدوري الإيطالي: 2020–21
- الدوري الأوروبي الوصيف: 2019–20

الفردية
- موهبة المستقبل لأياكس: 2010[4]
- موهبة العام لأياكس: 2011[68]
- أفضل موهبة دنماركية تحت 17 سنة: 2008[69]
- موهبة العام الدنماركية: 2010، 2011[70]
- موهبة كرة القدم في هولندا للعام: 2011[71]
- الحذاء البرونزي للاعب العام في هولندا: 2012[4]
- جائزة أفضل لاعب كرة قدم دنماركي للعام: 2013، 2014، 2015، 2018[72]
- جائزة أفضل لاعب كرة قدم دنماركي للعام من تي في 2 ودي أف أيه: 2011، 2013، 2014، 2017[بحاجة لمصدر]
- فريق العام من اتحاد لاعبي كرة القدم المحترفين: 2017–18[73]
- لاعب العام في توتنهام هوتسبير: 2013–14، 2016–17[74][75]
- أفص لاعب وسط من اليويفا المركز الثاني: 2018–19[76]
- جائزة هدف الشهر في الدوري الإنجليزي الممتاز: أبريل 2018[77]
- فيفبرو مُرشح: 2019 (الوسط الرابع عشر)[78]

- مانشستر يونايتد
- لقب كأس الرابطة الإنجليزية 2023/2022

## الملاحظات
1. ↑  كان زين الدين زيدان أول لاعب يخسر نهائيين أوروبيين متتاليين في بطولتين مختلفتين (مع بوردو في نهائي كأس الاتحاد الأوروبي 1996 ومع يوفنتوس في نهائي دوري أبطال أوروبا 1997).

## وصلات خارجية
- كريستيان إريكسن على موقع الاتحاد الدولي (مؤرشف)  (الإنجليزية)
- كريستيان إريكسن على موقع الاتحاد الأوربي (الإنجليزية)
- كريستيان إريكسن على موقع إي إس بي إن إف سي (الإنجليزية)
- كريستيان إريكسن على موقع قاعدة بيانات كرة القدم.إي يو (الإنجليزية)
- كريستيان إريكسن على موقع ليكيب (الفرنسية)
- كريستيان إريكسن على موقع ناشيونال فوتبول تيمز (الإنجليزية)
- كريستيان إريكسن على موقع Soccerbase.com (لاعب) (الإنجليزية)
- كريستيان إريكسن على موقع Soccerway.com (الإنجليزية)
- كريستيان إريكسن على موقع عالم كرة القدم.نت (الإنجليزية)
- كريستيان إريكسن على موقع كووورة